# ESPN Baseball Tonight
Cet article concerne le jeu vidéo. Pour l'émission télévisée, voir Baseball Tonight.
ESPN Baseball Tonight est un jeu vidéo de baseball sorti en 1994 sur PC, Mega-CD, Mega Drive et Super Nintendo. Le jeu a été développé par Stormfront Studios et édité par Sony Imagesoft.

## Système de jeu
La difficulté du jeu est assez similaire à celle de Super Bases Loaded.